# VV Alkmaar in het seizoen 2018/19
Het seizoen 2018/2019 was het tweede jaar in het bestaan van de Alkmaarse vrouwenvoetbalclub VV Alkmaar. De club kwam uit in de Eredivisie en eindigde op de zevende plaats. In het toernooi om de KNVB beker reikte de ploeg tot de achtste finale. Hierin was DTS Ede te sterk met 1–0.

## Wedstrijdstatistieken

### Eredivisie
|       | Achilles '29 | ADO Den Haag | AFC Ajax | Excelsior/Barendrecht | sc Heerenveen | PEC Zwolle | PSV   | FC Twente |
| ----- | ------------ | ------------ | -------- | --------------------- | ------------- | ---------- | ----- | --------- |
| Thuis | 3 – 1        | 2 – 3        | 2 – 2    | 3 – 0                 | 0 – 7         | 0 – 0      | 0 – 3 | 0 – 5     |
| Uit   | 0 – 2        | 4 – 1        | 2 – 0    | 0 – 2                 | 3 – 5         | 1 – 2      | 5 – 0 | 4 – 2     |

#### Plaatseringsgroep 6–9
|       | Achilles '29 | Excelsior/Barendrecht | sc Heerenveen |
| ----- | ------------ | --------------------- | ------------- |
| Thuis | 5 – 2        | 2 – 2                 | 1 – 1         |
| Uit   | 2 – 6        | 1 – 1                 | 1 – 1         |
|       | 1 – 4 (U)    | 0 – 2 (T)             | 3 – 4 (T)     |

### KNVB beker
| Achtste finale                  | DTS Ede                       | 1 – 0 (1 – 0) | VV Alkmaar |  |
| Plaats: Ede Sportpark Inschoten | Gera op den Kelder 23' (pen.) |               |            |  |

## Statistieken VV Alkmaar 2018/2019

### Eindstand VV Alkmaar in de Nederlandse Eredivisie Vrouwen 2018 / 2019
| Stand | Gespeeld | Gewonnen | Gelijk | Verloren | Punten | Doelpunten voor | Doelpunten tegen | Gele kaarten | Rode kaarten |
| ----- | -------- | -------- | ------ | -------- | ------ | --------------- | ---------------- | ------------ | ------------ |
| 6e    | 16       | 6        | 2      | 8        | 20     | 24              | 40               | 9            | 0            |

### Eindstand VV Alkmaar in de plaatseringsgroep 2018 / 2019
| Stand | Gespeeld | Gewonnen | Gelijk | Verloren | Punten | Doelpunten voor | Doelpunten tegen | Gele kaarten | Rode kaarten |
| ----- | -------- | -------- | ------ | -------- | ------ | --------------- | ---------------- | ------------ | ------------ |
| 7e    | 9        | 3        | 4      | 2        | 23     | 23              | 16               | 6            | 0            |

### Topscorers
| #      | Naam                | Goal |
| ------ | ------------------- | ---- |
| 1.     | Simone Kets         | 12   |
| 2.     | Anne-Fleur Duppen   | 6    |
| 2.     | Chelsea Kenton      | 6    |
| 3.     | Anna Knol           | 5    |
| 4.     | Jamie Altenaar      | 3    |
| 4.     | Louise Bos          | 3    |
| 4.     | Yvette Derks        | 3    |
| 5.     | Jolet Lommen        | 2    |
| 5.     | Silvia van der Plas | 2    |
| 5.     | Beau Rijks          | 2    |
| 6.     | Mireille Eilander   | 1    |
| Totaal | Totaal              | 47   |

| #      | Naam           | Goal |
| ------ | -------------- | ---- |
| –      | Geen speelster | 0    |
| Totaal | Totaal         | 0    |

### Kaarten
| #      | Naam                |    |
| ------ | ------------------- | -- |
| 1.     | Jasmijn Duppen      | 3  |
| 1.     | Chelsea Kenton      | 3  |
| 2.     | Louise Bos          | 2  |
| 2.     | Sanne Koopman       | 2  |
| 3.     | Jamie Altenaar      | 1  |
| 3.     | Nena Hopmans        | 1  |
| 3.     | Nicole Martens      | 1  |
| 3.     | Silvie van der Plas | 1  |
| 3.     | Beau Rijks          | 1  |
| Totaal | Totaal              | 15 |

| #      | Naam           |   |
| ------ | -------------- | - |
| –      | Geen speelster | 0 |
| Totaal | Totaal         | 0 |

| #      | Naam           |   |
| ------ | -------------- | - |
| –      | Geen speelster | 0 |
| Totaal | Totaal         | 0 |

## Voetnoten
Achilles '29 · 
ADO Den Haag · 
Ajax · 
VV Alkmaar · 
Excelsior/Barendrecht · 
sc Heerenveen · 
PEC Zwolle · 
PSV · 
FC Twente